# Olav Molenaar
Olav Molenaar, född 28 mars 1999 i Zaanstad, är en nederländsk roddare.

## Karriär
I maj 2023 vid EM i Bled tog Molenaar silver tillsammans med Guus Mollee, Nelson Ritsema och Gert-Jan van Doorn i fyra utan styrman. I september 2023 vid VM i Belgrad var han en del av Nederländernas lag som tog silver i åtta med styrman.
Vid olympiska sommarspelen 2024 i Paris var Molenaar en del av Nederländernas lag som tog silver i åtta med styrman. Vid EM 2025 i Plovdiv var han en del av Nederländernas lag som tog silver i åtta med styrman.